# RUM-139 VL-ASROC
RUM-139 VL-ASROC운 VLS에서 발사되는 미국의 ASROC이다.

## 같이 보기
- 홍상어 미사일